# Rhythm Nation
"Rhythm Nation" là một bài hát của ca sĩ người Mỹ Janet Jackson, phát hành như là đĩa đơn thứ hai trích từ album phòng thu thứ tư của cô, Rhythm Nation 1814. Nó được sáng tác và sản xuất bởi Jackson cùng với James "Jimmy Jam" Harris III và Terrence "Terry" Lewis. Bài hát đạt vị trí thứ hai trên bảng xếp hạng Billboard Hot 100 và thứ nhất trên Hot Dance Club Play. Nó cũng đạt hạng hai ở Canada, Nhật Bản, và Nam Phi; hạng chín ở Hà Lan và Pháp; top 15 ở Ý và Bỉ; và top 20 ở New Zealand, Thụy Điển, và Ireland.
Video ca nhạc của "Rhythm Nation" được đạo diễn bởi Dominic Sena, phát hành dưới dạng phim ca nhạc dài Rhythm Nation 1814. Vũ đạo và trang phục của nó mang chủ đề quân đội, trong phông nền đen trắng. Video này sau đó được ghi nhận là một trong những tác phẩm âm nhạc nổi tiếng nhất nền văn hóa đại chúng, được nhiều người nhận xét là "huyền thoại" cũng như "đẳng cấp vượt thời gian", và giúp Jackson giành nhiều giải thưởng lớn như giải Grammy đầu tiên trong sự nghiệp, giải Video âm nhạc của MTV và giải thưởng âm nhạc Billboard.
Nhiều nghệ sĩ như Sleigh Bells, Jamie Lidell, và Kylie Minogue coi bài hát như là một nguồn cảm hứng, trong khi Lady Gaga, Peter Andre, OK Go, Mickey Avalon, Usher, và Britney Spears đã tham chiếu phần video trong các sản phẩm âm nhạc của họ. Beyoncé, Cheryl Cole, và Rihanna cũng thể hiện sự trân trọng cho trang phục và vũ đạo của Rhythm Nation trong nhiều buổi biểu diễn. Nó đã truyền cảm hứng cho sự nghiệp của nhiều biên đạo múa như Wade Robson và Travis Payne, bên cạnh việc các diễn viên như Kate Hudson, Michael K. Williams, và Elizabeth Mathis. Ngoài ra, phần vũ đạo của video còn được sử dụng trong bộ phim Tron: Legacy. Nó đã được hát lại bởi Pink, Crystal Kay, và Girls' Generation cũng như biểu diễn trên Glee, The X-Factor, và Britain's Got Talent.

## Danh sách bài hát
| Đĩa 7" quốc tế/Đĩa CD 3"/Cassette 1. "Rhythm Nation" (chỉnh sửa) 2. "Rhythm Nation" (không lời) Đĩa 12" quốc tế 1. "Rhythm Nation" (United Mix) 2. "Rhythm Nation" (United Dub) 3. "Rhythm Nation" (chỉnh sửa) 4. "Rhythm Nation" (12" House Nation Mix) 5. "Rhythm Nation" (House Nation Groove Mix) 6. "Rhythm Nation" (không lời) Đĩa CD tại Vương quốc Anh 1. "Rhythm Nation" (chỉnh sửa) 2. "Rhythm Nation" (House Nation Mix) 3. "Rhythm Nation" (United Mix) Đĩa CD quốc tế 1. "Rhythm Nation" (chỉnh sửa) 2. "Rhythm Nation" (United Mix Edit) 3. "Rhythm Nation" (United Mix) 4. "Rhythm Nation" (không lời) | Đĩa CD maxi Nhật Bản 1. "Rhythm Nation" (7" chỉnh sửa) – 4:30 2. "Rhythm Nation" (12" United Mix) – 6:37 3. "Rhythm Nation" (12" House Nation Mix) – 8:07 4. "Rhythm Nation" (House Nation Groove) – 6:45 5. "Rhythm Nation" (United Dub) – 6:11 6. "Rhythm Nation" (7" CHR Remix) – 4:08 7. "Rhythm Nation" (7" United Mix chỉnh sửa) – 4:23 8. "Rhythm Nation" (7" House Nation chỉnh sửa) – 4:37 9. "Rhythm Nation" (bản LP) – 4:42 10. "Rhythm Nation" (không lời 7") – 4:45 11. "Rhythm Nation" (Rhythm Mix) – 4:48 Đĩa maxi quảng cáo tại Mỹ 1. "Rhythm Nation" (chỉnh sửa) 2. "Rhythm Nation" (bản LP) 3. "Rhythm Nation" (không lời) Đĩa 12" tại Vương quốc Anh 1. "Rhythm Nation" (12" House Nation Mix) 2. "Rhythm Nation" (United Mix) 3. "Rhythm Nation" (United Dub) Băng cassette tại Vương quốc Anh 1. "Rhythm Nation" (chỉnh sửa) 2. "Rhythm Nation" (CHR Remix) |

## Xếp hạng
| Bảng xếp hạng (1989–90)              | Vị trí cao nhất |
| ------------------------------------ | --------------- |
| Australia (ARIA Singles Chart)       | 56              |
| Belgium (VRT Top 30 Flanders)        | 15              |
| Belgium (Ultratop 50 Wallonia)       | 24              |
| Canada (RPM 100 Hit Tracks)          | 6               |
| France (French Airplay Chart)        | 9               |
| Germany (Media Control AG)           | 83              |
| Italy (Hitparade)                    | 14              |
| Ireland (Irish Singles Chart)        | 19              |
| Netherlands (Single Top 100)         | 9               |
| New Zealand (Recorded Music NZ)      | 17              |
| Poland (Polish Airplay Charts)       | 24              |
| South Africa (Mediaguide)            | 2               |
| Sweden (Sverigetopplistan)           | 18              |
| Switzerland (Swiss Hitparade)        | 22              |
| UK Singles (Official Charts Company) | 23              |
| US Billboard Hot 100                 | 2               |
| US Billboard Mainstream Top 40       | 2               |
| US Billboard Hot R&B/Hip-Hop Songs   | 1               |
| US Billboard Hot Dance Club Play     | 1               |

| Bảng xếp hạng (1989)            | Vị trí |
| ------------------------------- | ------ |
| Canada (Canadian Singles Chart) | 10     |
| Bảng xếp hạng (1990)            | Vị trí |
| Billboard Hot 100               | 38     |

| Quốc gia                                                                           | Chứng nhận | Số đơn vị/doanh số chứng nhận |
| ---------------------------------------------------------------------------------- | ---------- | ----------------------------- |
| Hoa Kỳ (RIAA)                                                                      | Vàng       | 500.000^                      |
| * Chứng nhận dựa theo doanh số tiêu thụ. ^ Chứng nhận dựa theo doanh số nhập hàng. |            |                               |